# Muskoka (ancienne circonscription fédérale)
Pour les articles homonymes, voir Muskoka.

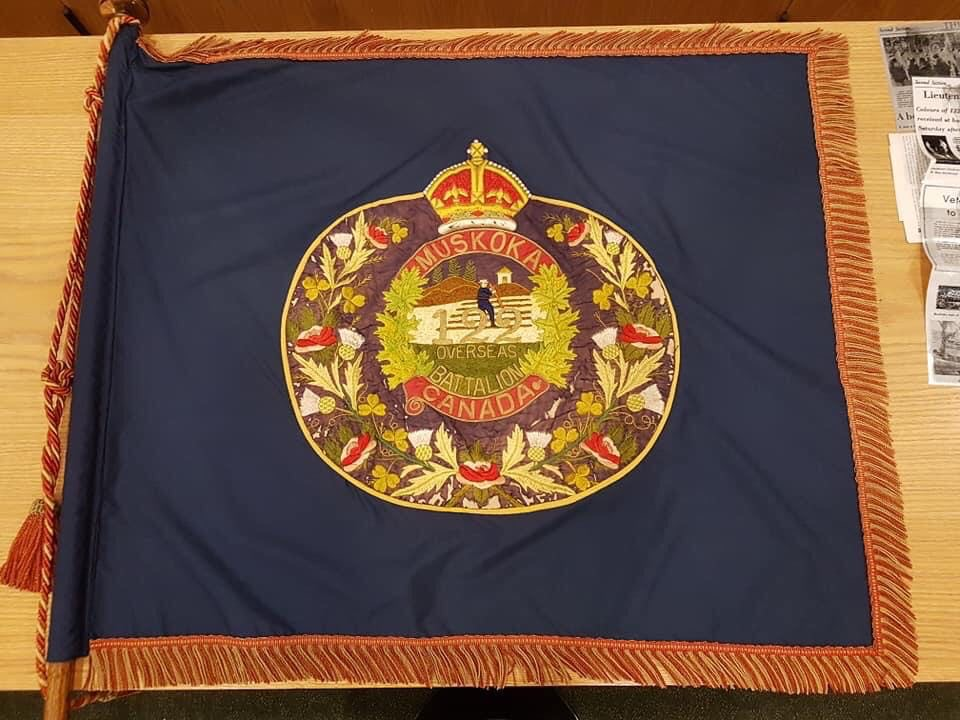
Couleurs du bataillon «Muskoka 122 Overseas», première guerre mondiale

Muskoka fut une circonscription électorale fédérale de l'Ontario, représentée de 1872 à 1882 et de 1904 à 1925.
La circonscription de Muskoka a été créée en 1872 d'une partie de la circonscription de Victoria-Nord et d'Algoma. Abolie en 1882, elle fut redistribuée parmi Muskoka et Parry Sound, Ontario-Nord et Simcoe-Est.
Elle réapparut en 1903 d'une partie de Muskoka et Parry Sound. De nouveau abolie en 1924, elle fut fusionnée à Muskoka—Ontario.

## Géographie
En 1872, la circonscription de Muskoka comprenait:
- Les cantons de Morrison, Ryde, Muskoka, Draper, Oakley, Wood, Monck, Macauley, McLean, Medora, Watt, Stephenson, Brunel, Humphrey, Cardwell, Stisted, Chaffey, Christie, Monteith, McMurrich, Matchitt, Ryerson, Spence, McKellar, McDougall, Ferguson, Carling, Hagerman, Croft, Chapman, Ferrie, Mackenzie, Wilson, Brown, Blair, Mowat Cowper, Conger, Parry Island, Parry Sound, Aumick Lake Territory, Maganetawan.

En 1903, la circonscription comprenait le territoire du district de Muskoka
En 1914, les villages de Colwater et de Victoria Harbour furent incorporés à la circonscription

## Députés
1872 - 1882
1. 1872-1882 — Alexander Peter Cockburn, PLC

1904 - 1925
1. 1904-1917 — William Wright, CON
2. 1917-1921 — Peter McGibbon, CON
3. 1921-1925 — William James Hammell, PPC

- CON = Parti conservateur du Canada (ancien)
- PPC = Parti progressiste du Canada
- PLC = Parti libéral du Canada